# Orkiestron

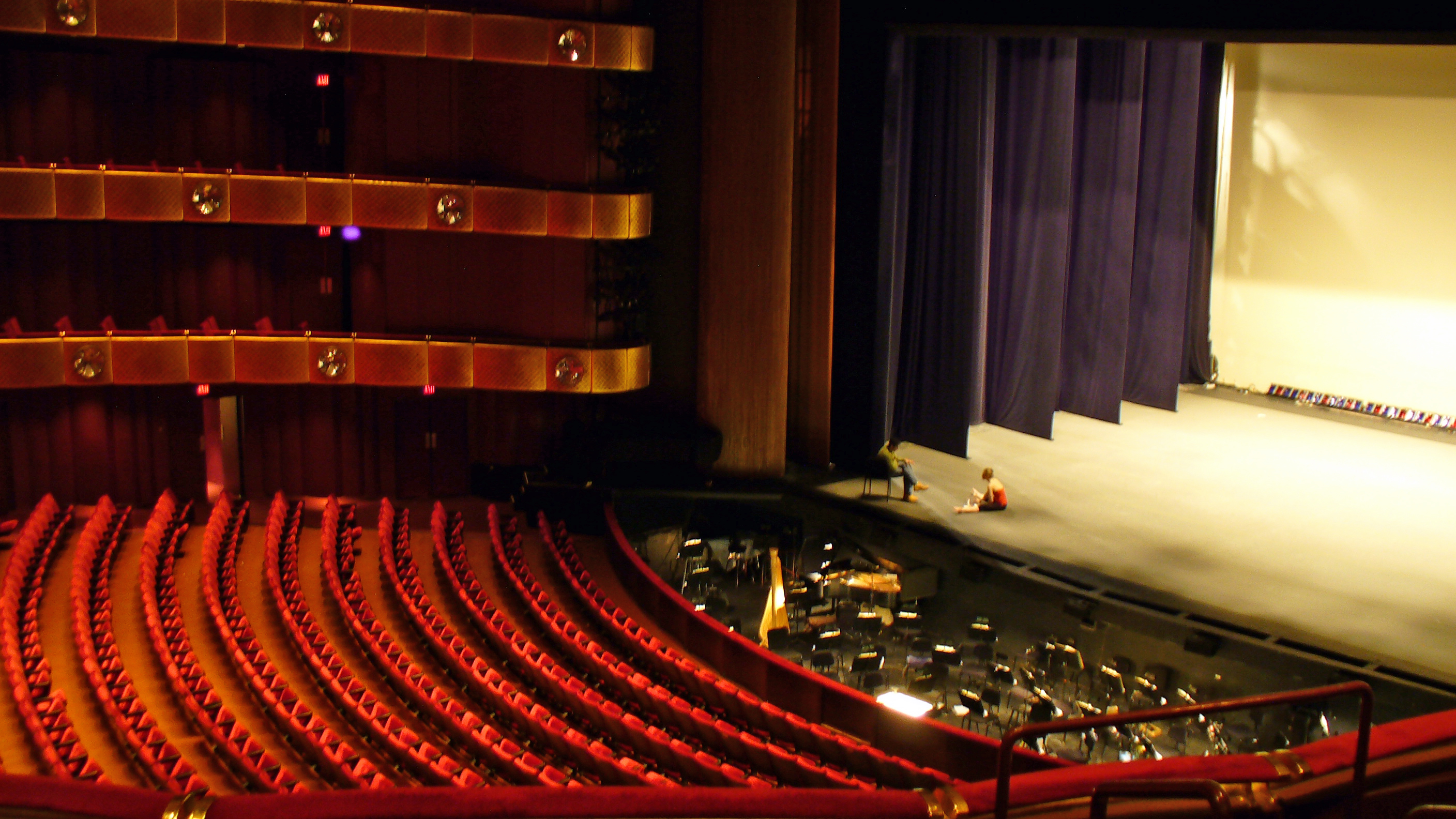
Orkiestron w New York State Theater

Orkiestron, podscenie – w operze i teatrze, zwłaszcza muzycznym, miejsce przeznaczone dla orkiestry. Inne nazwy to fosa orkiestrowa,  kanał dla orkiestry.
Orkiestrony bywają różnej wielkości, zazwyczaj jednak są wystarczająco duże, by pomieścić orkiestrę lub zespół instrumentalistów.

## Konstrukcja
Orkiestron najczęściej znajduje się w przedniej części sceny, tuż przy rampie, znacznie poniżej jej poziomu. 
Dyrygent stoi zazwyczaj na niewielkim podwyższeniu, twarzą do sceny, będąc dobrze widocznym zarówno dla członków orkiestry, jak i artystów na scenie.
Czasami orkiestron jest usytuowany częściowo pod sceną, niejako zadaszony sceniczną podłogą. Takie rozwiązanie można wygodnie wykorzystać przy technicznej realizacji spektaklu, gdy trzeba np. użyć klap w podłodze, podnośnika lub zapadni łączącej scenę z podsceniem. Jednak dla muzyków taka konstrukcja orkiestronu oznacza pracę w trudnych warunkach (ciemno, ciasno, głośno).
Innym użytecznym dla teatru rozwiązaniem jest umieszczenie orkiestronu na platformie będącej windą hydrauliczną, co umożliwia podwyższanie lub obniżanie jego położenia w stosunku do poziomu sceny lub widowni. Dzięki temu orkiestron może być wykorzystywany również w przedstawieniach niewymagających udziału orkiestry, na przykład do powiększenia sceny lub przestrzeni przeznaczonej na widownię.
Ściany w orkiestonie są specjalnie zaprojektowane, aby zapewnić możliwie najlepszą akustykę, dzięki czemu dźwięk dociera do sceny równomiernie, bez zagłuszania spektaklu. W projektach uwzględnia się również nieprzekraczanie rozsądnego poziomu decybeli, bezpiecznego dla zdrowia muzyków.